# 2078 Nanking
2078 Nanking eller 1975 AD är en asteroid i huvudbältet som korsar Mars omloppsbana. Den upptäcktes 12 januari 1975 av Purple Mountain-observatoriet i Nanjing, Kina. Den är uppkallad efter den kinesiska staden Nanjing, vid vilken observatoriet ligger.
Asteroiden har en diameter på ungefär 4 kilometer.